# ساندي أنتونيس
ساندي أنتونيس (بالإنجليزية: Sandy Antunes)‏ هو عالم فلك أمريكي، ولد في 1967 في بالتيمور في الولايات المتحدة.